# The Gorge
The Gorge (bra: Entre Montanhas; prt: O Desfiladeiro) é um filme de ação, ficção científica e romance estadunidense dirigido por Scott Derrickson, escrito por Zach Dean e estrelado por Miles Teller, Anya Taylor-Joy e Sigourney Weaver. Foi lançado no Apple TV+ em 14 de fevereiro de 2025.

## Enredo
Dois franco-atiradores, um norte-americano e uma russa, são mandados para duas bases em lados opostos de um cânion que guarda um segredo perigoso. 

## Elenco
- Miles Teller como Levi Kane
- Anya Taylor-Joy como Drasa
- Sigourney Weaver como Bartholomew[6]
- Sope Dirisu como J.D.[6]
- William Houston como Erikas[7]